# Liste de ponts du département du Rhône

## Ponts de longueur supérieure à 100 m
Les ouvrages de longueur totale supérieure à 100 m du département du Rhône sont classés ci-après par gestionnaires de voies.

### Routes départementales
- Pont de Lattre-de-Tassigny (D502) - Saint-Romain-en-Gal

## Ponts de longueur comprise entre 50 m et 100 m
Les ouvrages de longueur totale comprise entre 50 et 100 m du département du Rhône sont classés ci-après par gestionnaires de voies.

## Ponts présentant un intérêt architectural ou historique
Les ponts du Rhône inscrits à l’inventaire national des monuments historiques sont recensés ci-après.
- Pont (vieux) - Brignais
- Pont autoroutier dit Pont sur la Saône - Lyon 2e arrondissement - XXe siècle
- Pont de la Mulatière, actuellement Pont autoroutier - Lyon 2e arrondissement - XVIIIe siècle ; XIXe siècle ; XXe siècle
- Pont de Nemours - Lyon 2e arrondissement - XIe siècle ; XIXe siècle
- Viaduc ferroviaire de la Mulatière - Lyon 2e arrondissement - XXe siècle
- Pont ferroviaire - Lyon 2e arrondissement - XIXe siècle ; XXe siècle
- Pont Galliéni, anciennement Pont du Midi - Lyon 2e arrondissement - XIXe siècle ; XXe siècle
- Pont Kitchener-Marchand, anciennement Pont Napoléon ou Pont du Midi - Lyon 2e arrondissement - XIXe siècle ; XXe siècle
- Pont Pasteur, anciennement Pont des Abattoirs - Lyon 2e arrondissement - XXe siècle
- Viaduc ferroviaire de la Quarantaine - Lyon 2e arrondissement - XIXe siècle ; XXe siècle
- Viaduc ferroviaire de Perrache - Lyon 2e arrondissement - XIXe siècle ; XXe siècle
- Pont-aqueduc dit le Grand Bozançon (vestiges) - Saint-Didier-sous-Riverie - Gallo-romain
- Pont-aqueduc dit le Pont de la Billanière (vestiges) - Saint-Didier-sous-Riverie
- Pont-aqueduc dit le Pont de Virieux (vestiges) - Saint-Didier-sous-Riverie - Gallo-romain
- Pont-aqueduc dit le Pont de Jurieux (vestiges) - Saint-Maurice-sur-Dargoire
- Pont-aqueduc dit le Pont des Granges (vestiges) - Saint-Maurice-sur-Dargoire

## Sources
Base de données Mérimée du Ministère de la Culture et de la Communication.